# 神戸製紙所
神戸製紙所（Kobe Paper Mill）は1877年（明治10年）、神戸において日系アメリカ人ウォルシュ兄弟によって創設された製紙会社。日本の製紙業低迷期の6社の一つであり、また唯一外国人が経営した製紙会社である。1879年には丸網抄紙機1台をもって洋紙製造を始め、上質紙を得意とした。1888年には長網抄紙機も増設するなどした。創立当初から三菱岩崎家との縁は深く1897年のウォルシュ兄弟のひとりジョン・ウォルシュの死去を機に1898年岩崎家はこれを引き継いだ。三菱製紙の始まりである。三菱製紙はその社史に置いて神戸製紙所（Kobe Paper Mill）を前身としている。ウォルシュ兄弟時代の正式名称はKobe Paper Millで神戸製紙所は通称だったが、三菱岩崎家の買収後には神戸製紙所が正式名称になっている。1901年には工場を兵庫県高砂市に移し1904年には社名も三菱製紙に改称している。
なお、この項目では単に紙と書く場合は洋紙を指し、断わらない限り日本伝統の手工業制和紙は考えない。

## Japan paper Making Co.
江戸時代、鎖国していた日本も明治維新後には外国のものを多く取り入れたが、そのなかで洋紙の需要が生まれた（和紙は筆書きには優良だが活字印刷には向かない）。明治初期の日本では洋紙を輸入するとともに、国内生産もはじまり1872年設立の有恒社などが企画されていく。
ウォルシュ兄弟は1871年から1872年ころから日本では豊富に手に入る木綿襤褸(ボロ、木綿の古布）を輸出していた。襤褸は木材パルプの技術が未熟な時代には紙の材料として優れたものだったのである。したがって日本の最初期の製紙会社はいずれも襤褸を入手しやすい大都市に工場を構えたのである。しかし、襤褸のままではかさばり、また染料抜きの為に含ませた石灰が水に反応して自然発火することもあった。そこで日本国内で襤褸をパルプに加工してから輸出するべく1875年Japan paper Making Co.を神戸に設立した。神戸を選んだのは当時、外国人は横浜、神戸など外国人居留地以外での事業が出来なかったからである。Japan paper Making Co.は資本の半額はウォルシュ兄弟が出すものの、在日や在英の英米人も残りの半額を出資していた。
工場は神戸外国人居留地に隣接する2500坪の田畑を借地し、建物はウォルシュ商会横浜店や鹿島方(鹿島建設)に発注し、襤褸蒸煮釜や蒸気機関など機械類は英米から輸入した。技師もイギリスから招いた。しかし工場が完成する前に予算をオーバーしてしまった。そのため在英の出資者と在日の出資者の間で紛争がおこり在英出資者が引き上げてしまう事態になった。1877年、ウォルシュ兄弟は新しい出資者を日本人を含めて探すが見つからず、結局は事業をウォルシュ兄弟の個人事業とすることにし、企業名もKobe Paper Millに改称した。

## Kobe Paper Mill
Kobe Paper Millは1878年(明治11年)に襤褸から木綿パルプの製造に成功したが、アメリカが輸入パルプの関税を上げたため木綿パルプの輸出は不採算のものとなった。そこでKobe Paper Millは作った木綿パルプを自社で紙にするべく岩崎弥之助から13万円を借り受けた。岩崎弥之助からの借り入れを受けた後すぐ1878年(明治11年)6月にジョン・ウォルシュは渡米して網幅72インチの丸網抄紙機とこれを運転する蒸気機関を注文する。ちなみに同時期の同業他社では有恒社、蓬萊社は60インチの長網抄紙機、パピール・ファブリックが1.5メートルの長網抄紙機、抄紙会社(王子製紙)が78インチの長網抄紙機、三田製紙所が57インチ丸網抄紙機を採用しているので同業他社に決して見劣りするものではなかった。。機械が届いて1879年4月には生産を始めている。生産開始の翌年1880年(明治13年)には年間約70万ポンドの紙を抄きこれは先行する同業のパピールファブリックの1880年生産量38万ポンドあまりをすでに上回っている。その後も生産量は順調に増えて1890年(明治23年)には320万ポンド、1897年(明治30年)には700万ポンドの生産量に達している。動力は蒸気機関を使用し、水は当初は井戸水を汲んで使っていたが、生産量が増えてくると井戸水では足らず布引きの滝の水も使用するようになった。
材料は当初、襤褸から自製した襤褸パルプを使用したが、生産量が増すにつれ自製襤褸パルプだけでは足りなくなり外部から藁、木材パルプも購入している。Kobe Paper Millは上質紙を中心としたので藁パルプの品質には満足していなかったものの生産設備の不足でやむをえず藁パルプの使用量をふやしたのであろうと考えられている。
生産開始から10年の1888年(明治21年)には80インチの長網抄紙機の導入を決め1889年(明治22年)には長網抄紙機の運転を開始、長網抄紙機の運転が始まると従来の丸網抄紙機をいったん休止させて改造をおこなうなど設備を拡大させている。
従業員数については生産開始3年目の1881年(明治14年)には男性63名女性10名を雇っており、この数字には事務職員や技師も入っているので、工員数が60名だった王子製紙と同規模であったと考えられている。工員数はその後増え1897年(明治30年)には193名（女性66名)になっている。工場は24時間稼働し年間操業日数は324日程度であった。
このように生産量は順調に増えていったものの、それは同業他社においても同じで、さらに1890年(明治23年)頃には富士製紙、四日市製紙、千壽製紙なども開業した。国内需要は増えていったものの各社の過剰な生産拡大とまた、安い輸入紙との競争もあり、紙の価格は低迷し、王子製紙以外の製紙各社の業績は悪化していった。Kobe Paper Millも生産調整などでこれに対処しているが1891,1892年には赤字を出すなどしている。ただし日清戦争前後には市況も回復し1893年、1894年などは利益も出している。
このころには日本の製紙業は襤褸や藁を材料とする時代から木材パルプを主体とするように変化しているが、上質紙を主体としていたKobe Paper Millは木材パルプへの転換は遅れた。そのため90年初頭の不況時に生産調整して低下したシェアを回復できなかった。
ウォルシュ兄弟の経営時代には正式な社名はKobe Paper Mill Co.だったが通常は「神戸製紙所」と呼ばれていた。

## 三菱との関係
岩崎弥太郎とウォルシュ兄弟は岩崎弥太郎がまだ土佐藩士として開成館で活躍していたときから接触があったのである。岩崎弥太郎が独立した際にはウォルシュ兄弟が融資をしていた経緯もある。Japan Paper Making Co.をウォルシュ兄弟の個人事業Kobe Paper Millに改組する際にも岩崎弥太郎と協議をしている。岩崎弥太郎からの借金は高利子（当初年18％のちに減免するがそれでも10％）だったため1887年になっても10万円あまりの借金が残っていた。ウォルシュ兄弟と岩崎弥太郎は相談しこれを株式に転換した。同時にウォルシュ兄弟にも株を発行し、さらに岩崎とウォルシュ兄弟は現金をあらたに出資してこれを新たな設備投資資金にした。当初のウォルシュ兄弟の合資会社から三菱岩崎家も大株主として参加するKobe Paper Mll Co.に改組したのである。

## 合資会社神戸製紙所
前述のように日清戦争前後には経営状態を回復していたがシェアは落としたままの状況である1897年(明治30年)8月、ウォルシュ兄弟のジョン・ウォルシュが急死してしまう。70歳と高齢だったトーマス・ウォルシュはこれを機にKobe Paper Millを三菱岩崎家に売ってアメリカに帰ることにした。三菱は事業を原則として三菱合資会社に結集したが、Kobe Paper Millの買収は三菱としてではなく、岩崎家が買い三菱合資とは別組織とすることにした。その理由は明確ではないがそれまで外国人の経営であったKobe Paper Millは三菱傘下の企業とは異なる面が多かったため別にした方がよいという判断もあり、またこの1897年時点では三菱合資は一時的に業績を悪化させていたため、資金に余裕のある岩崎本家が買ったのであろうと考えられている。
岩崎久弥とトーマス・ウォルシュはKobe Paper Millの価値を45万円と査定し、その半額の22万5千円でウォルシュ兄弟の株式持ち分を買収した。1898年(明治31年)からは岩崎久弥がKobe Paper Millの事業主となることになった。
岩崎久弥のものとなったKobe Paper Millは社名も合資会社神戸製紙所と改めた。三菱の名はこの時点ではついていないが実質的には三菱製紙であり、現代の三菱製紙でも1898年を創立年としている。
かくして神戸製紙所は通称から正式社名になったものの、1900年(明治33年)には工場用地の借地期限が切れた。工場周辺の市街化が進んでいたため借地契約延長も大幅な借地料引き上げが見込まれた。また工場用水も逼迫した。そのため工場を移転することになり1901年(明治34年)兵庫県高砂に移転した。1904年(明治37年)社名も合資会社三菱製紙になり、ウォルシュ兄弟が開いた神戸製紙所の歴史は終わりとなる。